# Distretto di Sirindhorn
Il distretto di Sirindhorn (in thailandese: สิรินธร) è un distretto (amphoe) della Thailandia, situato nella provincia di Ubon Ratchathani.